# Nowopole (powiat tarnowski)
Nowopole – wieś w Polsce położona w województwie małopolskim, w powiecie tarnowskim, w gminie Wietrzychowice.
W latach 1975–1998 miejscowość położona była w województwie tarnowskim.